# کوه کلات
کَلات نام کوهی است که در مرکز شهر گراش در استان فارس قرار گرفته‌است. این کوه در امتداد چین‌خوردگی‌های رشته‌کوه‌های زاگرس واقع شده و دارای ارتفاع ۱۰۶۸ متر از سطح دریا می‌باشد.

## تاریخچه
تقریباً تمام پیشینهٔ این کوه با قلعهٔ گراش پیوند خورده‌است. شکل‌گیری بنای اولیهٔ شهر گراش و همچنین ریشهٔ نام گراش را به این کوه مربوط می‌دانند. این قلعه که اولین بار در دوران اشکانیان بر روی کوه کلات ساخته شده، محور اتفاقات تاریخی فراوانی بوده‌است. به همین دلیل، بیان ویژگی‌های کلات در سفرنامه‌های متعددی دیده می‌شود.

### در سفرنامه‌ها
| زین‌العابدین شیروانی در بستان‌السیاحه می‌نویسد: |
| ... و آن یک قطعه کوه به شکل مخروطی و اطرافش واسع است و آن مانند تل بزرگی است از تحت‌الی فوق عمارت است…— زین‌العابدین شیروانی، بستان‌السیاحه                                       |
| همچنین در مرآت‌البلدان نوشتهٔ محمدحسن اعتمادالسلطنه آمده‌است: |
| ... تل مخروطی بسیار مرتفعی است. در اطراف این تل خانه ساخته‌اند. خانهٔ کدخدای جراش که غالباً مرد معتبر با ادعایی است در قلهٔ تل می‌باشد…— محمدحسن اعتمادالسلطنه، مرآت‌البلدان         |
| میرزا حسن حسینی فسایی نیز چنین نوشته‌است: |
| ... کوه کوچکی است به قریهٔ گراش، ناحیهٔ مضافات شهر لار، پیوسته آبش از آب‌انبار بارانی است. به ده نفر تفنگچی، پنج هزار نفر دشمن را دفع کند…— میرزا حسن حسینی فسایی، فارس‌نامهٔ ناصری |

در اغلب سفرنامه‌هایی که از کوه کلات نام برده‌اند، مهم‌ترین ویژگی این کوه را موقعیت مناسب نظامی آن دانسته‌اند. از همین رو، قلعهٔ گراش بر فراز این کوه سال‌ها به عنوان مرکز حکومت لارستان و بنادر مورد استفاده قرار گرفته‌است.

## بافت زمین‌شناسی
کوه کلات در منطقهٔ ناودیسی زاگرس چین‌خورده واقع شده‌است. بافت زمین‌شناسی این کوه رسوبی و آهکی بوده و مانند دیگر کوه‌های منطقه، تشکیل‌شده از سنگ‌ها و خاک‌های رسی مارن است. این بافت که در زبان اچمی «گِرِشَه» نامیده می‌شود را مبنای نام‌شناسی شهر گراش می‌دانند.

## طرح‌های توسعه
در سال ۱۳۸۱، پیکر پنج شهید گمنام در بالای کلات به خاک سپرده شد و نام این کوه نیز به صورت غیررسمی به «تپهٔ نورالشهدا» تغییر یافت. شهرداری و شورای اسلامی شهر گراش تاکنون طرح‌های مختلفی را برای توسعهٔ این کوه پیش‌بینی کرده‌اند. جدی‌ترین این طرح‌ها که در مرحلهٔ اجرا قرار گرفته‌است، پروژهٔ احداث پارک و آبشار در دامنهٔ کلات است.